# Кужиш стари мој
Кужиш стари мој је југословенски филм из 1973. године. Режирао га је Ванча Кљаковић, а сценарио су писали Ванча Кљаковић и Звонимир Мајдак.

## Радња
Младић с градске периферије Глиста, припада оној врсти градских 'фрајера' који су препродавали карте пред биоскопима, а сада то не ради јер млади радије иду у диско-клубове. Па док се његово некадашње друштво распада - Гроф живи нестварни боемско-клошарски живот, а Курбла се прилагођава новом времену - Глиста не зна за што би се одлучио. 
Његов Татек скупља старо гвожђе а он то не би желео да ради. Његова супутница Марина, која као да нема никаквог контакта са светом, идеална му је партнерка.

## Улоге
| Глумац                | Улога  |
| --------------------- | ------ |
| Ивица Видовић         | Глиста |
| Ева Рас               | Марина |
| Реља Башић            | Гроф   |
| Милутин Бутковић      |        |
| Данило Бата Стојковић | Пекар  |
| Зденка Хершак         |        |
| Мато Ерговић          |        |
| Божидар Бобан         |        |
| Миле Рупчић           | Миле   |
| Бранка Петрић         |        |
| Марија Кон            |        |
| Љиљана Генер          |        |
| Стево Крњајић         |        |
| Сами Шерифовић        |        |
| Јадранка Матковић     | Зденка |
| Зденка Трах           |        |
| Рикард Брзеска        |        |

## Награде
- На фестивалу у Пули филм је награђен Златном ареном за најбољу фотографију и Сребрном ареном за другу најбољу главну мушку улогу (Ивица Видовић)[3]
- Ниш 73' - Повеља Ивици Видовићу[3]
- Плакета Вечерњег листа дебитанту непрофесионалцу Стевану Николићу[3]